# Михаило Јанковић
Михаило Јанковић (Београд, 14. септембар 1911 — Београд, 23. март 1976) био је српски архитекта.
Пројектовао је неке познате грађевине у Београду као што су Стадион ЈНА Спортског друштва „Партизан“ (1951), зграда Љубљанске банке у Чика Љубиној улици, зграда Модне куће у Кнез Михаиловој, спортско-рекреативни центар „Ташмајдан“., палата СИВ-а (Палата Федерације, 1959) и палата Централног комитета СКЈ (данас познат као палата Ушће, 1961)